# Одесский коньячный завод
Одесский коньячный завод (ЧАО «Одесский коньячный завод») — один из крупнейших производителей коньяков в Украине и Европе. Предприятие полного цикла производства коньяков по классической французской (шарантской) технологии: все стадии производства коньяков, от выращивания виноградных саженцев до выдержки высококачественных спиртов собственной выкурки и розлива коньяков в бутылки, проходят на одном предприятии. Цех спиртокурения Одесского коньячного завода (ОКЗ) — один из самых масштабных в Европе. В сезон дистилляции ОКЗ дистиллирует до 1000 литров абсолютного алкоголя в сутки (10 тысяч бутылок коньяка). Завод располагает значительными площадями собственных элитных виноградников (около 1000 га), а также крупнейшим в Европе парком дубовых бочек — более 15 тысяч единиц.
Выпускает коньяки под торговой маркой «Shustoff».

## История

### Российская империя
Основатели ОКЗ, российские «алкогольные короли» Шустовы, в конце 80-х годов XIX века уже фактически прекратили выпускать водку («хлебное вино»), сконцентрировавшись на наливках и ликёрах, рецепты которых некогда собирал их предок Леонтий Шустов. Вскоре русское правительство ввело государственную монополию на производство водки. «Торговый дом Шустов» в 1896 году был преобразован в паевое товарищество с капиталом 1 миллион рублей. Во главе товарищества встал старший сын Николая Леонтьевича — Николай Николаевич. В состав правления "Торгово-промышленного Товарищества «Шустов с сыновьями» входили Николай Николаевич, Павел Николаевич, Сергей Николаевич и Василий Николаевич Шустовы. Было принято решение провести качественное расшиение. Сначала «Товариществом» был выкуплен Ереванский коньячный завод (основан в 1897 году), а затем Одесский.
Бессарабия и Одесса, как перспективное место для развития собственного коньячного производства и импорта продукции через Одесский порт, находились под пристальным вниманием купцов и предпринимателей Шустовых начиная уже с 90-х годов XIX века. Ну а собственно история коньячного производства в Одессе начинается в промышленном районе Бугаевка, где в 1897 году спиртокуренный завод «Товарищества виноделия» выпускает первый одесский коньяк под названием «Феникс». Наконец, в 1899 году братьями Шустовыми было выкуплено «Акционерное общество Черноморского виноделия», незадолго до этого созданное. Его учредители собирались «устроить и эксплуатировать в городе Одессе заводы для выделки коньяка из виноградных вин». Для этих целей общество приобрело участок по адресу Мельничная, 23 — там, где позднее появится Одесский коньячный завод.

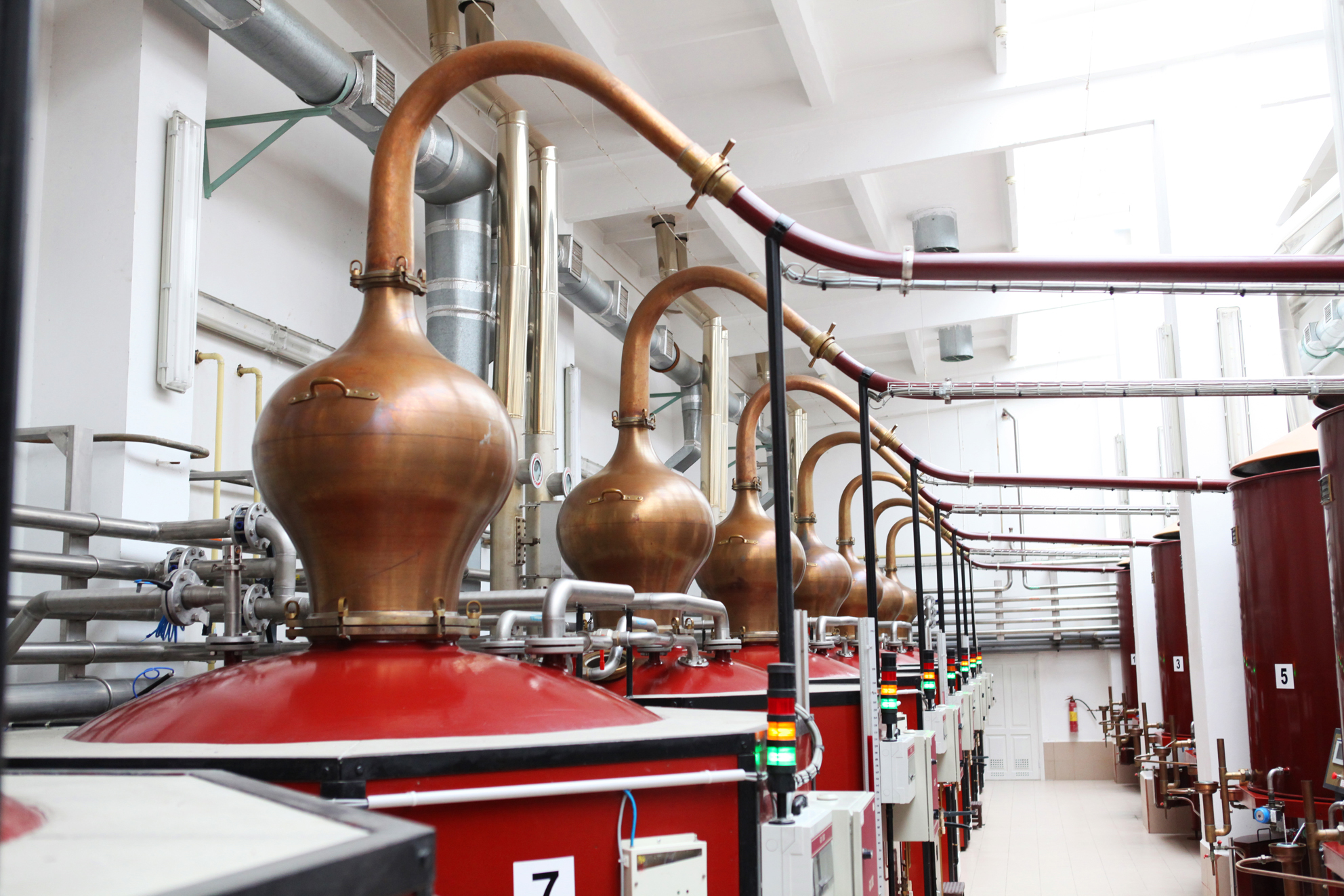
Перегонные аппараты на Одесском коньячном заводе

Одновременно с этим один из братьев, Василий, отправился во Францию, чтобы лучше узнать все тонкости производства коньяка. Вскоре Шустовыми был повторен свой успешный маркетинговый ход, с одной лишь поправкой: на этот раз молодые люди были направлены не в российские кабаки, и требовали они не водку, а в европейские рестораны, и требовали они уже коньяк Шустова. Европейская слава сразу же возвысила авторитет шустовского коньяка на всероссийском рынке. К тому же, братья проводили агрессивную рекламную кампанию: рекламными заголовками про продукцию Шустовых пестрели газеты, а откровенным новаторством стало размещение рекламы бренда на общественном транспорте. Успех продаж способствовал развитию коньячного дела в Одессе.

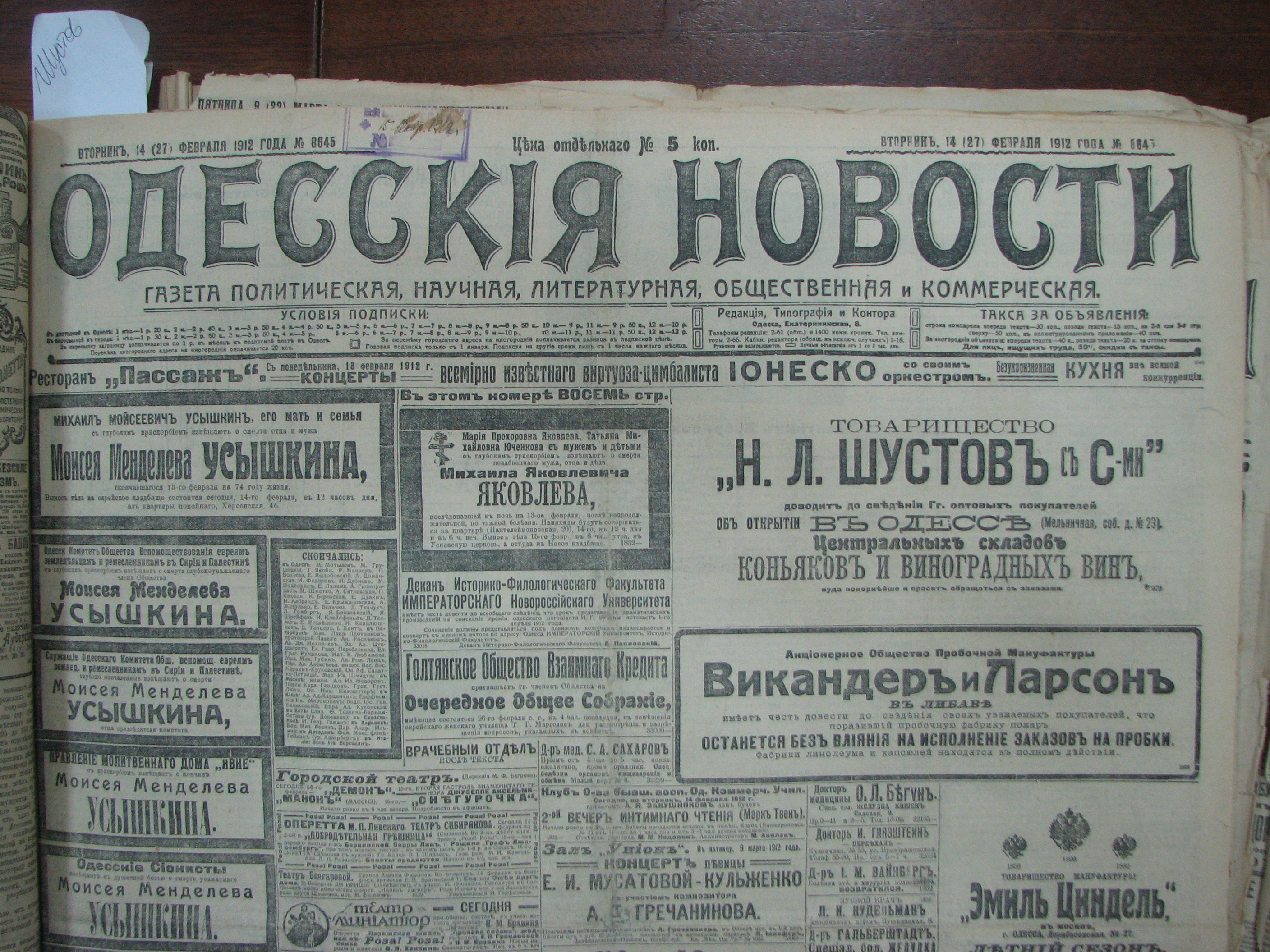
Объявление в газете «Одесскія новости» от 14 (27) февраля 1912 года об открытии в Одессе на ул. Мельницкая, 23 центральных складов коньяков и вин

В 1911 году для расширения своей деятельности «Товарищество Шустова с сыновьями» приобретает участок по адресу Мельничная, 23, который ранее принадлежал обществу Черноморского виноделия. В 1912 году на приобретенном участке Шустовы открывают филиал Товарищества в Одессе — так называемые Центральные склады коньяков и виноградных вин. Здесь же располагался и Одесский коньячный завод. Предприятие выплачивало неплохую зарплату, занималось образованием персонала (трудилось около 80 человек), действовала больничная касса, поэтому жители бедного одесского предместья Дальние Мельницы охотно устраивались туда на работу.
Весомым достижением стало то, что в 1912 году «Товарищество» Шустовых получает звание Поставщика Двора Его Императорского Величества. По легенде, братья были якобы приглашены на празднование Пасхи в императорский дворец. Как только в зале появился Николай II, Шустов-старший на свой страх и риск преподнёс ему большую рюмку собственного коньяка. Император перед всеми выпил напиток и, закусив лимоном, прокомментировал, что это был «отличный коньяк». По рекомендации царя все стали пить шустовский коньяк и взяли за привычку закусывать его лимоном.

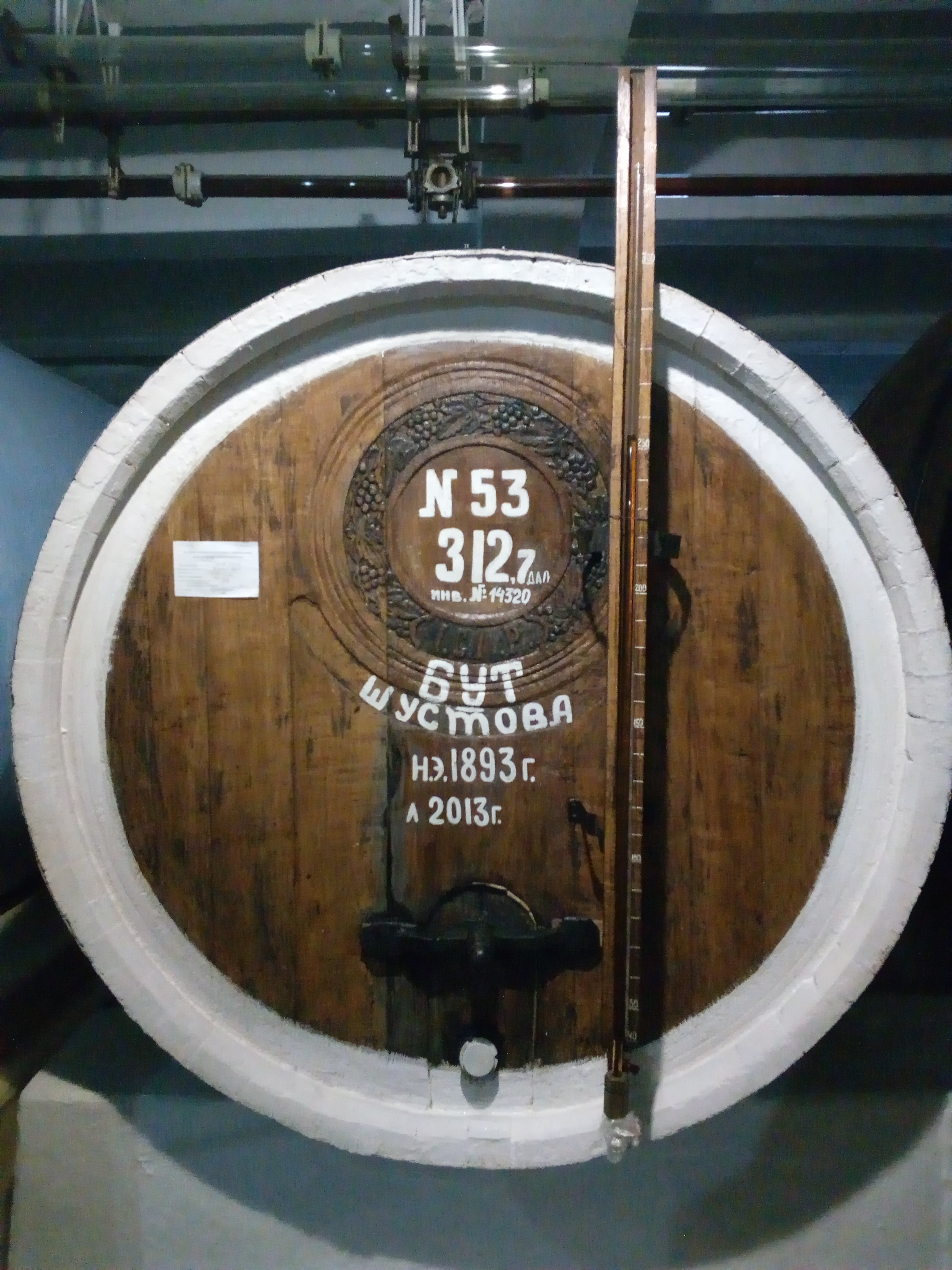
Бочка на Одесском коньячном заводе, начало эксплуатации — 1893 год

К этому времени среди наград шустовской продукции — Гран-при в Турине, Лондоне, Льеже, Милане, Лондоне, Неаполе. Особенно важно, что в 1900-м году за победу на Всемирной выставке в Париже Шустовы получают право писать на этикетках слово cognac, а не бренди. Такой чести ранее не удостаивался ни один производитель родом «не из Франции». Шустовский коньяк по-прежнему производился на Ереванском и Одесском заводах. В Одессе напиток выдерживался в дубовых бочках в знаменитых катакомбах — бывших каменоломнях.
В 1913 году к 50-летию основания Товарищества годовой доход приближался к 10 миллионам рублей. На коньячное производство приходилось более 2 миллионов рублей серебром. Одесский завод Шустовых выпускал товара на 700 тысяч. По производству коньяков фирма вышла на четвёртое место в мире, а по производству настоек и наливок — на первое. Товарищество Шустовых обзавелось шестью заграничными агентствами в Париже, Лондоне, Роттердаме, Чикаго, Брюсселе и Мельбурне.
Началом краха алкогольной империи Шустовых стал введённый в России в 1914 году «сухой закон» (1913-й год официально был признан одним из самых «пьяных» в истории). В Российской империи был введён запрет на продажу и распространение спиртных напитков. Летом того же года Шустовы были вынуждены закрыть Одесский коньячный завод, остальные производства были законсервированы. Во время Первой Мировой войны братья Шустовы перепрофилировали свои заводы на производство средств химической и бактериологической защиты в надежде, что после войны им дадут шанс возродить выпуск алкоголя. Но случилась революция 1917 года, и всё имущество Шустовых было национализировано.

### СССР
Во время гражданской войны 1917—1921 гг. Одесский коньячный завод (ОКЗ) был полностью разграблен и разорен. В годы Советской власти ОКЗ одним из первых возобновил производство вин и коньяков. В 1929 году здесь выпускалось 39 наименований продукции: вина, коньяки, виноградные водки, аперитивы, пунши, наливки. Причем, производилось все это по собственным рецептам
Интересно, что с приходом новой власти Шустовы не уехали за границу. К управленческой, практической деятельности советское правительство их не допускало, тем не менее, Павел Николаевич Шустов писал научные и научно-популярные книги по виноделию, делясь шустовскими секретами для сохранения отечественной школы виноделия. В 1927 году он выпустил книгу «Виноградные вина, коньяки, водки и минеральные воды». Сергей Николаевич Шустов работал в Центральном союзе потребительской кооперации, отвечал за качество выпускаемой алкогольной продукции, в том числе коньяков. Участвовал в создании их классификации по годам выдержки: скромный трехлетний, самый дешёвый — «три звездочки»; марочный, пятилетней выдержки — «пять звездочек»; КВ — коньяк выдержанный, 6-7 лет; КВВК — коньяк выдержанный высшего качества, 8-10 лет, крепостью 45 градусов; КС — коньяк старый, более 10 лет хранения, крепостью 43 градуса; и наконец ОС — очень старый, более опять-таки 10 лет выдержки.

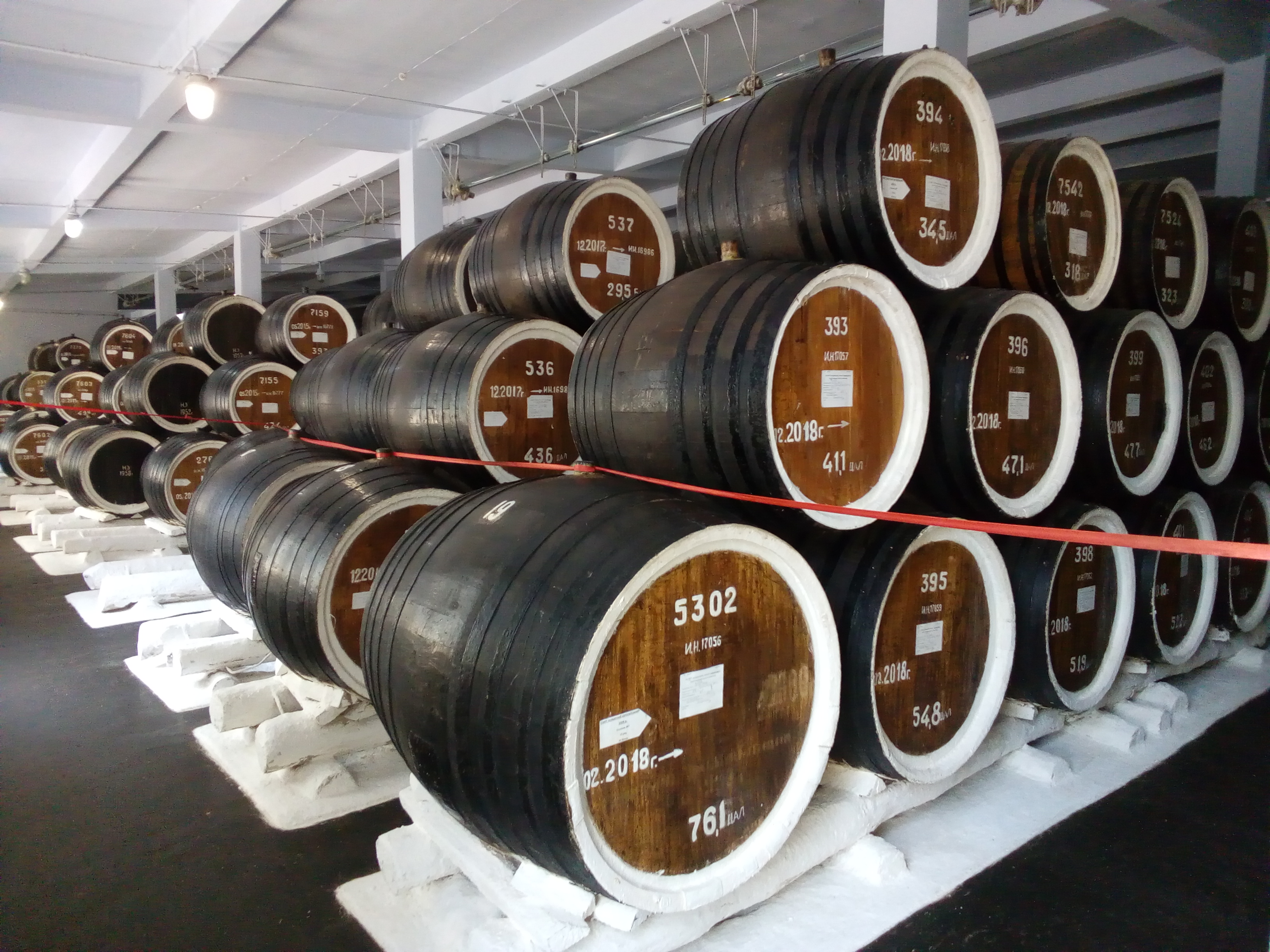
Цех выдержки, Одесский коньячный завод

В дни обороны Одессы от немецко-фашистских захватчиков в 1941-м ОКЗ снабжал войска медицинским спиртом и готовил бутылки с горючей спиртовой смесью. В день отхода советских войск все запасы коньяка были слиты в землю, пустые дубовые бочки румынские оккупанты вывезли в свою страну. После освобождения Одессы Румынию заставили вернуть эшелон с дубовыми бочками, началось восстановление завода
.
В послевоенные годы первым коньяком, выпущенным купажным цехом возрожденного предприятия стал коньяк «Три звездочки». В 1947 году первая партия этого коньяка прямо в бочках была отправлена для розлива в Киев, Харьков и Львов. Вторая партия была разлита по бутылкам непосредственно в Одессе. По легенде, при купажировании первых партий этого коньяка были использованы старые коньячные спирты из особой бочки, которую во время войны сотрудники предприятия сохранили от уничтожения вопреки приказу советского правительства.
Уже начиная с 1956 года ОКЗ вновь начинает работать как коньячное предприятие полного цикла. Здесь выкуриваются собственные коньячные спирты, которые на долгие годы закладываются на выдержку в дубовые бочки. До 1956 года ОКЗ являлся единственным заводом-изготовителем коньяка в Украине.
В 1985 году началась кампания по борьбе с алкоголизмом в Советском Союзе. Виноградники повсеместно вырубались, заводы закрывались. Одесским коньячным заводом в те годы руководил Рубен Вартанович Гулиев. Виноградарством в окрестностях грузинского города Телави занимался ещё его отец. Выпускник Кутаисского института южных культур, Рубен Гулиев в Украину попал в начале 1950-х. Сначала работал агрономом в одном из винсовхозов в Одесской области, затем стал руководителем Одесского винтреста. Несмотря на указы и постановления властей, Рубен Вартанович приложил немалые усилия, чтобы сохранить виноградники. Производство коньяка не прекратилось, хотя сырьевая база существенно пострадала
.

### Украина
После распада Советского Союза, ОКЗ был приватизирован семьёй Гулиевых. Сыновья Рубена Гулиева, Шота и Роберт, продолжили семейную традицию, также став виноделами. Роберт Гулиев, который получил образование винодела и с советских времён работал на ОКЗ, занял должность председателя правления. В 1997-м предприятие возродило производство коньяков под торговой маркой «Шустов». Технологию производства, оборудование и виноградный спирт Роберт Гулиев привез из Франции. Завод успешно развивал сырьевую базу и восстанавливал утраченные во время «сухого» закона виноградники. В поселке Большая Долина под Одессой на 660 гектарах были высажены первые саженцы элитных сортов винограда, закупленные во Франции — во всемирно известном питомнике «Hyacinthe Raymond».

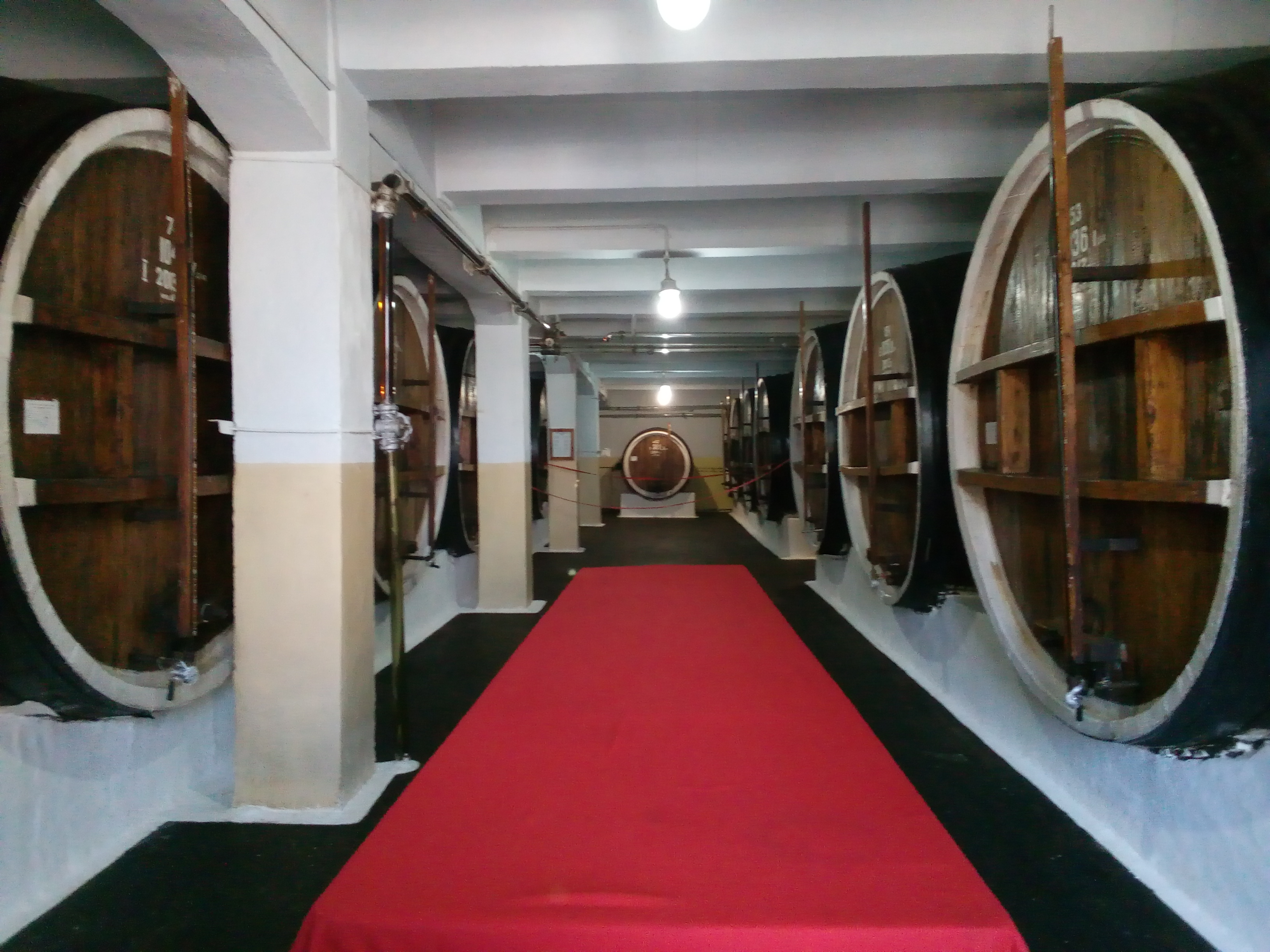
Дубовые бочки с коньяком в цехе выдержки на Одесском коньячном заводе

В 1999 году объём производства продукции на Одесском коньячном заводе составил 615 тыс. декалитров или 57,5 % от общего выпуска коньяков в Украине.
В 2002 году Одесский коньячный завод преобразован в ЗАО. В этом же году на ОКЗ начинает работать новый цех коньячного спиртокурения — самый мощный в Европе. Он был оснащен перегонными аппаратами французской фирмы Prulho из французской провинции Шаранта — ведущей компании в производстве оборудования для коньячного спиртокурения.
В 2006 году в филиале завода в посёлке Большая Долина был запущен новый современный комплекс первичного виноделия. Благодаря этому Одесский коньячный завод стал ведущим украинским предприятием полного цикла производства.
В 2007-м с объёмами производства около 700 000 дал в год ОКЗ оставался лидером рынка. Эксклюзивным дистрибьютором бренда «Шустов» был торговый дом «Мегаполис», крупнейший в Украине алкогольный дистрибьютор, принадлежащий основателю компании Global Spirits Евгению Черняку. Он давно интересовался коньячным заводом, и в 2008-м стал его владельцем. Таким образом, завод получил мощную финансовую поддержку, новый опытный системный менеджмент.
По итогам 2008 года Одесский коньячный завод (ТМ «Шустов») занял 10,1 % мирового рынка коньяка и вошел в пятерку мировых лидеров по объёмам продаж.
По словам председателя правления ЧАО Одесский коньячный завод Эдуарда Городецкого, по состоянию на 2017 год предприятие владеет огромным парком выдержки (более миллиона декалитров коньячных спиртов), который ежегодно пополняется. Три года подряд на ОКЗ производится рекордное количество спирта: ежегодно перерабатывая более 2,5 миллионов декалитров коньячных виноматериалов, производя около 300 тысяч декалитров безводного спирта. На выдержке находятся большие запасы спиртов, в частности, начиная с 2004 года есть спирты каждого года выкурки. ОКЗ имеет уникальную библиотеку старых спиртов, в том числе и 1966 года, которые участвуют в купажах сорокалетних и пятидесятилетних коньяков.
В питомниках ОКЗ выращивают такие сорта винограда, как Шардоне, Рислинг Рейнский, Совиньон Блан, Траминер Розовый, Пино Нуар, Пино Менье, Пино Блан, Каберне Совиньон, Мерло — до 4 миллионов безвирусных генетически чистых виноградных саженцев.
Предприятие осуществляет экспорт своей продукции в регионы: Центральная/Восточная Европа, Северная Америка, Западная Европа, Ближний и Средний Восток. И такие страны, как Россия, США, Италия, Израиль, Франция, Австралия, Китай и др.
.
В 2013 году в здании завода открылся Музей коньячного дела Н. Л. Шустова.

## Продукция
Заводу принадлежат торговые марки «Шустов», «Золотий Дюк», «Одесса», «Десна», «Чайка», «Аркадия», «Ювілейний», «Француз», Shustoff Este и др., под которыми выпускаются одноимённые коньяки.
В 2015 году Одесский коньячный завод выпустил коньяк в честь известного писателя-сатирика Михаила Жванецкого. В купаж именного коньяка вошли только собственные коньячные спирты предприятия, вкусовые характеристики которых полностью соответствуют коньякам периода 70-80-х годов XX ст. — «золотого века» М. М. Жванецкого.